# Monasterio de Santa María (La Vid)

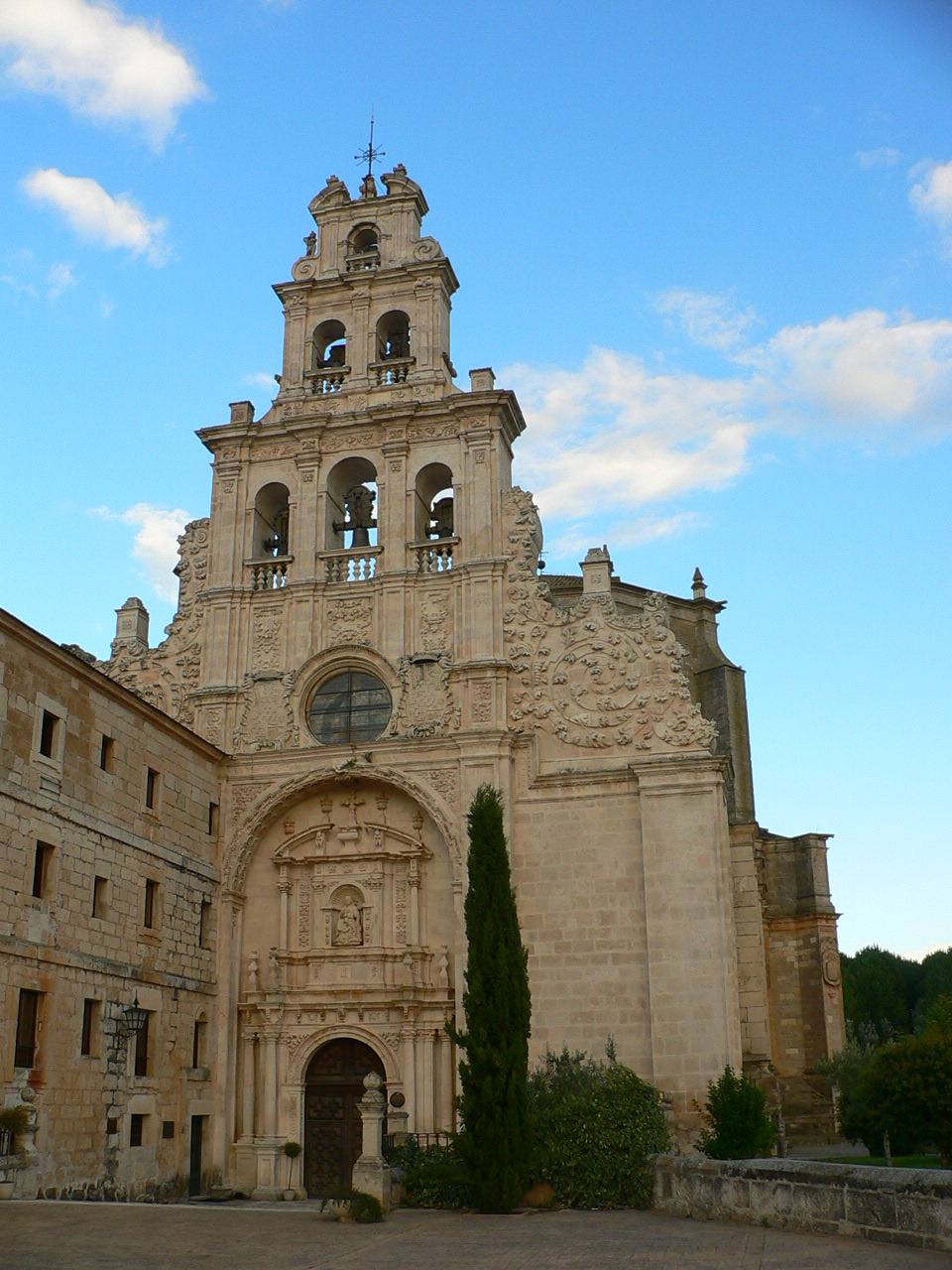
Vista de la iglesia, con la imponente espadaña en primer término

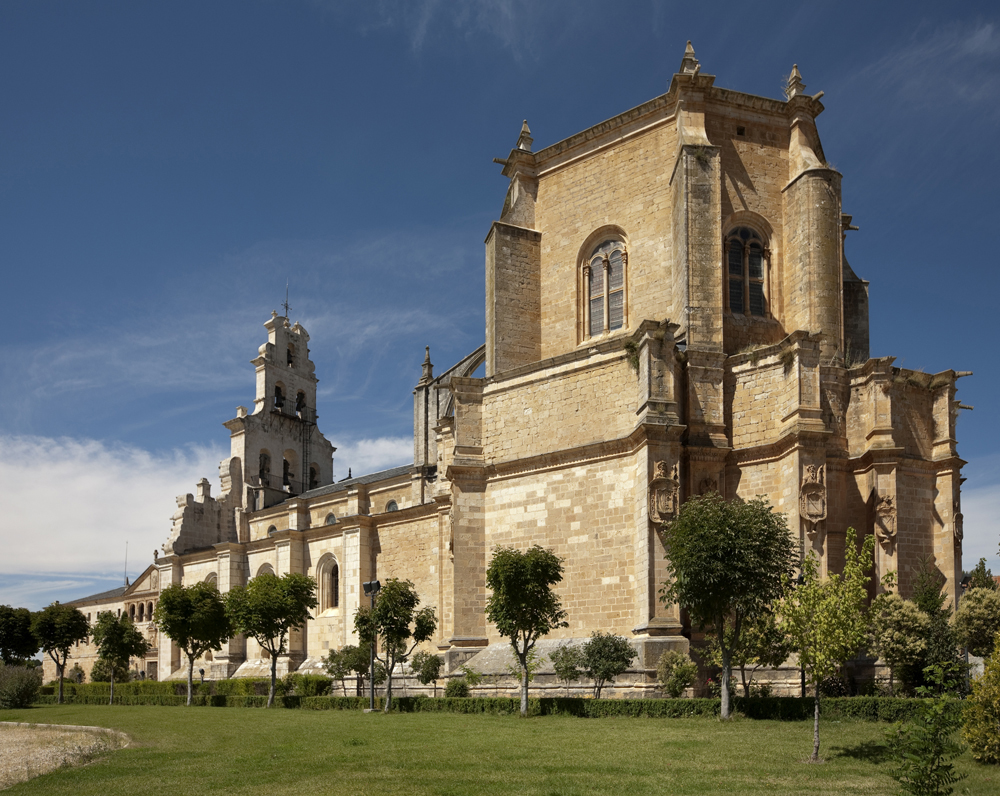
Monasterio de La Vid

El monasterio de Santa María se encuentra en el municipio español de La Vid y Barrios (Burgos). Es un monasterio premostratense y hoy de agustinos, fundado en el siglo XII sobre el lugar en el que, según la tradición, fue hallada la imagen de la Virgen de la Vid, de piedra policromada e inusual en cuanto a su tamaño para ser románica, lo que la convierte en una imagen bastante excepcional.
Es uno de los centros más importantes que la Orden de San Agustín (OSA) tiene en España y desde 1926 hasta 2020 perteneció a la Provincia agustiniana de España, contando con una biblioteca de gran importancia abierta a los propios agustinos, investigadores y cualquier otra persona que acredite un interés legítimo en la consulta de sus fondos, previa petición al padre bibliotecario.
Desde principios del año 2020, no obstante, a resultas de la celebración del Capítulo General de la Orden en Roma, se erigió una nueva Provincia, la de San Juan de Sahagún, que incluye a las cuatro anteriores existentes en la península ibérica: Matritense, Filipinas, Castilla y España, además de seis vicariatos y dos delegaciones.

## Historia
Alrededor del año 1140, Sancho, sobrino o nieto del conde Pedro Ansúrez y Domingo, viajan a París con la intención de iniciar estudios en la por entonces incipiente Universidad de la Sorbona pero allí conocen a San Norberto de Magdeburgo quien, en 1120, había fundado en la ciudad francesa de Premontré la orden de los premonstratenses (o premostratenses). Entonces cambian su orientación inicial y deciden ingresar en la orden. Sancho fue el primer abad del  monasterio de Santa María de Retuerta, actualmente en la provincia de Valladolid, mientras que Domingo fundó el llamado en un primer momento Santa María del Monte Sacro (Burgos), en la margen derecha del río Duero. Esta última fundación se traslada a la margen izquierda en el año 1152 cuando el rey Alfonso VII de León dona a la comunidad monástica una finca de su propiedad conocida como de la Vid. A partir de ese momento se conocerá al monasterio como Santa María de la Vid y el propio Domingo fue nombrado abad del mismo (el primero), cargo que desempeñó durante 55 años hasta su fallecimiento en el año 1187 con 90 años de edad, según se puede leer en la lápida o lauda sepulcral que se conserva en el panteón del monasterio. 
Alcanza su mayor desarrollo en el siglo XVI gracias al impulso y el deseo del abad Íñigo López de Mendoza y Zúñiga, miembro de la familia noble de los condes de Miranda del Castañar quien, junto con su hermano Francisco de Zúñiga Avellaneda y Velasco, III conde de Miranda, inician en 1522 las obras de ampliación, añadiendo al cuerpo de la iglesia primitiva la capilla mayor y el crucero-cabecera de planta octogonal y cúpula sobre trompas, obra de los arquitectos Sebastián de Oria (fallecido en 1542) y Pedro de Rasines, Juan de Rasines y Juan de Vallejo, este último constructor del cimborrio de la catedral de Burgos. Los trabajos concluyeron en 1572, fecha que aparece inscrita en la piedra superior del arco que cierra la capilla. Posteriormente se amplió la iglesia en tres cuerpos, cerrándola por los pies con la imponente espadaña, ya en estilo barroco, que se terminó en 1738, si bien las obras no se dieron por concluidas hasta 1798 cuando se termina la biblioteca en el piso superior del claustro.

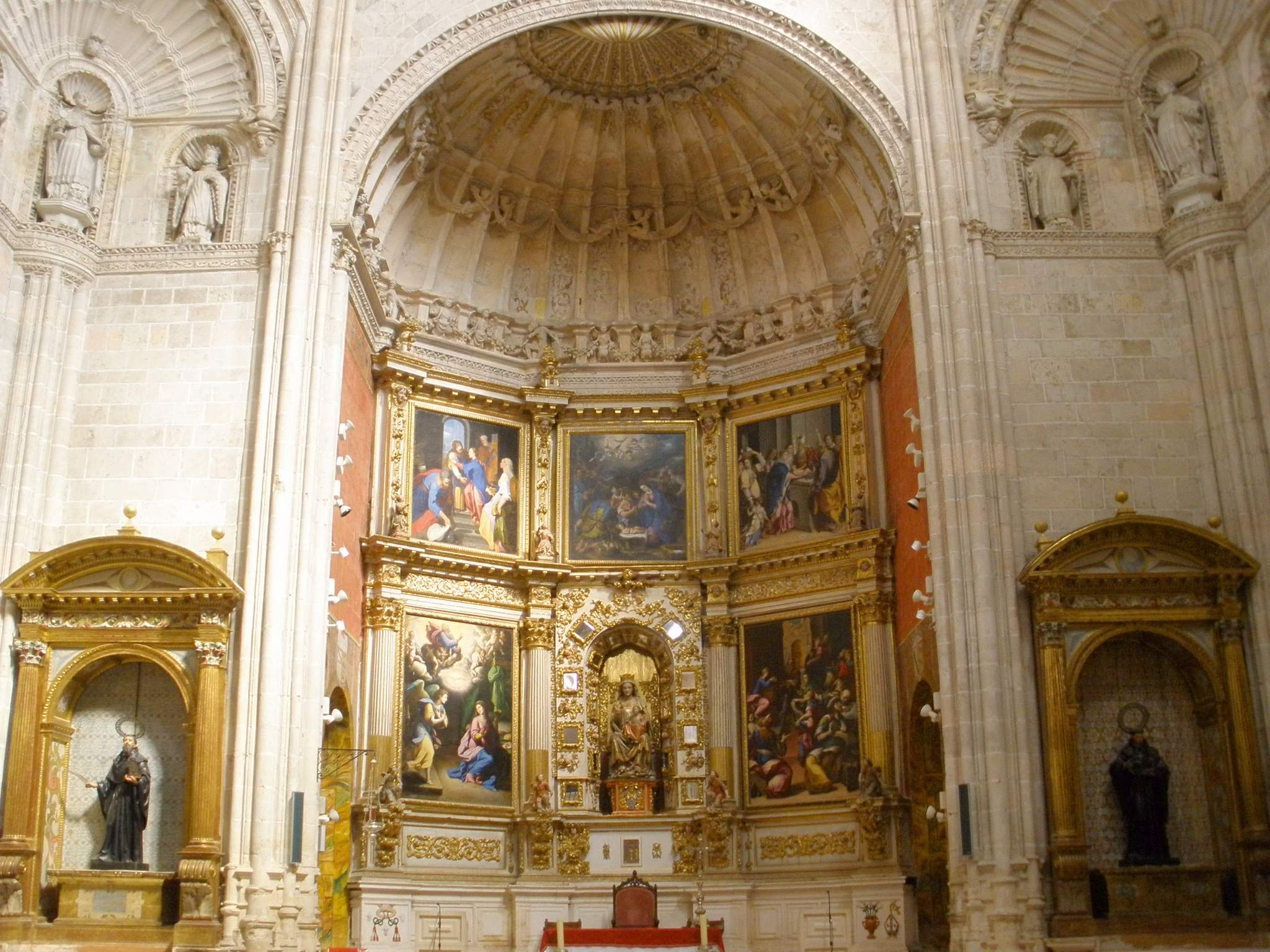
Interior de la iglesia

La Ley de Desamortización de Juan de Mendizábal de 1835 afectó de lleno al monasterio y este fue expropiado y la comunidad premostratense exclaustrada, entrando en un periodo de expolio y abandono que durará unos treinta años. En 1865, el P. Celestino Mayordomo, en nombre de los agustinos filipinos de Valladolid, toma posesión del cenobio para crear un centro de estudios y formación (noviciado) de futuros agustinos y así ha funcionado el monasterio hasta 1995, año en el que toda la actividad formativa de la Orden de San Agustín se trasladó a Los Negrales, zona residencial situada en el noroeste de la Comunidad de Madrid perteneciente a varios municipios de la zona, entre ellos Collado Villaba o San Lorenzo de El Escorial. A partir del curso 2017/18, no obstante, se ha retomado la actividad de noviciado en el monasterio. En el año 2015 se conmemoraron con una serie de actos la efémeride de los 150 años de la presencia agustiniana en La Vid.
En él se encuentra el único bestiario escrito en castellano del mundo. Data de 1570 y se titula Bestiario de Juan de Austria escrito por Martín Villaverde, se dice que para que el hermanastro de Felipe II "se entretuviera" mientras aguardaba el inicio de la Batalla de Lepanto, de la que fue capitán general de las tropas de la Santa Alianza que derrotaron a las del Imperio Otomano en 1571 frente a las costas de la actual Grecia.